# جبال تيبستي
جبال تيبستي هي مجموعة من البراكين الخامدة شكلت سلسلة جبلية في وسط الصحراء الأفريقية الكبرى في شمال تشاد وأقصى جنوب ليبيا.
تعتبر تلك الجبال أطول وأكبر سلسلة جبلية في الصحراء الكبرى، وأعلى قمة في الجبال هي قمة «إيمي كووسي» التي يبلغ ارتفاعها 3.415 مترا. كما يوجد بجبال تيبستي جبل بركاني ناشط وهو «جبل توسيدى» الذي بلغ ارتفاعه 3.265 مترا.
المنحدرات الشمالية تمتد إلى جنوب ليبيا. أنها واحدة من أكثر المناطق عزلة على سطح الأرض وتسمى جبال تيبستي بجبال الجوع، لأنها يمكن أن تغذي فقط عدد قليلا من الناس، أكبر مدينة هو البردعي، مع 1500 نسمة. وهي منطقة التسوية لشعب التبو وفي فترات الجفاف يزور الطوارق المناطق المنخفضة من هذا المجال
الجغرافي
هي مجموعة أكبر وأعلى سلسلة جبلية في الصحراء الوسطى، التي شكلتها مجموعة البركانية. البراكين الخاملة هي الأكثر، ولكن مؤسسة سميثسونيان أحصت بعض البراكين النشطة القائمة بأربعة محتملة. الاسم مشتق من أسماء المواقع الجغرافية المسيف تيبستي من اللغات العربية وتيدا دازا، للشعب التبو ويستخدم في جميع أنحاء المنطقة. وإيحي مصطلح يشير إلى قمم، الصخرية التلال، الجبال إيمي لأكبر أو المناطق الجبلية، أعلى قمة في الجبال هي إيمي كوسي 3415 م وقمة بيكو بيتي تقع في المنطقة الشمالية للسلسلة في جنوب ليبيا وهي أعلى قمة جبلية في ليبيا

## المناخ
يظهر الجدول التالي التغييرات المناخية على مدار السنة لجبال تيبستي:
| البيانات المناخية لـجبال تيبستي   | البيانات المناخية لـجبال تيبستي | البيانات المناخية لـجبال تيبستي | البيانات المناخية لـجبال تيبستي | البيانات المناخية لـجبال تيبستي | البيانات المناخية لـجبال تيبستي | البيانات المناخية لـجبال تيبستي | البيانات المناخية لـجبال تيبستي | البيانات المناخية لـجبال تيبستي | البيانات المناخية لـجبال تيبستي | البيانات المناخية لـجبال تيبستي | البيانات المناخية لـجبال تيبستي | البيانات المناخية لـجبال تيبستي | البيانات المناخية لـجبال تيبستي |
| الشهر                             | يناير                           | فبراير                          | مارس                            | أبريل                           | مايو                            | يونيو                           | يوليو                           | أغسطس                           | سبتمبر                          | أكتوبر                          | نوفمبر                          | ديسمبر                          | المعدل السنوي                   |
| --------------------------------- | ------------------------------- | ------------------------------- | ------------------------------- | ------------------------------- | ------------------------------- | ------------------------------- | ------------------------------- | ------------------------------- | ------------------------------- | ------------------------------- | ------------------------------- | ------------------------------- | ------------------------------- |
| متوسط درجة الحرارة الكبرى °م (°ف) | 18.1 (64.5)                     | 21 (70)                         | 25 (77)                         | 29.8 (85.7)                     | 34.2 (93.5)                     | 36.2 (97.2)                     | 35.7 (96.3)                     | 34 (94)                         | 33.1 (91.5)                     | 28.6 (83.5)                     | 22.7 (72.9)                     | 18.8 (65.8)                     | 28.2 (82.7)                     |
| المتوسط اليومي °م (°ف)            | 10.3 (50.5)                     | 12.8 (55.1)                     | 16.5 (61.7)                     | 21 (70)                         | 25.3 (77.6)                     | 27.3 (81.2)                     | 27 (81)                         | 26.5 (79.7)                     | 25.1 (77.1)                     | 20.7 (69.3)                     | 15.1 (59.1)                     | 11.6 (52.8)                     | 19.9 (67.9)                     |
| متوسط درجة الحرارة الصغرى °م (°ف) | 2.6 (36.7)                      | 4.6 (40.3)                      | 8.1 (46.5)                      | 12.4 (54.3)                     | 16.5 (61.7)                     | 18.4 (65.1)                     | 18.8 (65.8)                     | 18.6 (65.5)                     | 17.1 (62.8)                     | 12.9 (55.3)                     | 7.4 (45.4)                      | 4.3 (39.7)                      | 11.8 (53.3)                     |
| المصدر: Global Species            |                                 |                                 |                                 |                                 |                                 |                                 |                                 |                                 |                                 |                                 |                                 |                                 |                                 |